# 干場弓子
干場 弓子（ほしば ゆみこ、旧姓：森）は、日本の編集者、文筆家、実業家。ディスカヴァー・トゥエンティワン創業者・元取締役社長、ビジネス書大賞実行委員長、日本書籍出版協会理事、International Publishers Association日本代表理事、日本コーポレート・ガバナンス・ネットワーク会員。日本オーディオブック協議会理事、内閣府受託名古屋商科大学大学院女性リーダー育成プログラム企画評価委員会委員。株式会社BOW&PARTNERS代表、干場弓子事務所代表。愛知県名古屋市生まれ、お茶の水女子大学文教育学部卒業。ペンネームは「ほしば ゆみこ」。

## 概要
ディスカヴァー・トゥエンティワン創業者・元取締役社長。手がけた書籍は、婚活ブームのきっかけとなった『「婚活」時代』やミリオンセラーを記録した『起訳ニーチェの言葉』など。また一世を風靡した勝間和代をはじめ、時代の半歩先を見据えて、多くのビジネス系著者を発掘してきた。自らの著書『楽しくなければ仕事じゃない』をリアルに実践する、輝かしいキャリアの持ち主である。

## 経歴
愛知県名古屋市出身。国家公務員の父と小学校教員の母、妹が1人家庭に育つ。核家族の走りで、両親は教育熱心だった。東京への転勤が決まると“お受験”させて宿舎に近い日本大学附属幼稚園に入園。以降、名古屋市立白鳥小学校を経て名古屋市立高見小学校、名古屋市立若水中学校、愛知県立旭丘高等学校、お茶の水女子大学文教育学部を卒業。
1977年（昭和52年）大学卒業後、株式会社世界文化社入社。同社の女性向け月刊誌『家庭画報』の編集に配属。ファッション、美容、インテリア、インタビュー記事を担当し、企画、コーディネイトから、撮影現場、スタイリング、コピーライティングまで、雑誌づくりの全てに携わる。
1984年（昭和59年）29歳の時に出版社株式会社ディスカヴァー・トゥエンティワンの創業に参画。翌年4月1日、同社設立に伴い、30歳で取締役社長に就任。経営全般に携わり、取次経由が常識の業界にあって、当初はさまざまな障害に遭いながらも、全国主要5000書店との直取引で業界随一の出版社に育て上げる。無借金経営で2015年までは、1期を除き、30年間連続増収増益させた。
実質的編集統括としても、勝間和代、小宮一慶、宮本哲也、喜多川泰他、多くのビジネス系・教育系著者を発掘、世に出し、ベストセラー著者に育てた。比較的若いビジネスパーソン、女性にも人気のビジネス書、自己啓発書、ライフスタイル書を得意とする出版社としてのブランディングに努め、『ミリオネーゼ』『マジビジ』『赤ちゃん学絵本』、『サイエンス携書』、ネットメディアとのコラボである『ハフポストブックス』等、さまざまなシリーズを立ち上げ、ヒットさせてきたほか、『「婚活」時代』『福島原発民間調査報告書』など、話題書を数多くプロデュース。
特筆すべき実績としてCDサイズのユニークなスタイルの書籍の刊行とともに、約5,000もの書店との直取引を展開するなど独自の経営スタイルを確立。『無理なく続けられる年収10倍アップ勉強法』、『勝間和代のビジネス頭を創る7つのフレームワーク力』など勝間和代がベストセラー評論家になる契機となるヒット書籍をプロデュースした。有名女性経営者として講演やインタビューなどメディアにも度々登場している。
1992年（平成4年）初の書籍（伊藤守と共著）『あなたはあなたが思っているより素晴らしい』を出版。
1994年（平成6年）初の単著『きみのこと好きだよ』を出版。8万部を超えるベストセラーとなった。
2010年（平成22年）書店員や経営者らで選出する「ビジネス書大賞」を創設。日本初のビジネス書アワードとして注目され、ビジネス書のプレゼンスの向上に大きく寄与したことが業界内で評価された。
2011年（平成23年）ディスカヴァー・トゥエンティワン初の100万部突破のミリオンセラーとなる『超訳 ニーチェの言葉』が出版。
2014年（平成26年）日本書籍出版協会理事就任。初の女性理事だった（以後3期6年歴任）。協会の国際委員会副委員長として、版権の欧米への販売促進を自社にとどまらず各社に呼びかけ、日本の出版の世界市場におけるプレゼンスの向上のための施策に尽力する。その実績により、2019年春、International Publishers Association（国際出版連合）の日本代表理事に就任（現任）、世界の出版の自由と著作権の権利保護に努める。
2019年（令和元年）12月末日をもって株式会社ディスカヴァー・トゥエンティワン取締役社長退任、独立し「干場弓子事務所」を設立。同年、ディスカヴァー編集教室を開校。
2020年（令和2年）第6回ファッション部門プラチナエイジスト受賞。同受賞者にピンク・レディー、石井竜也、青木功、元谷芙美子らがいる。
2021年（令和3年）5月にビジネス書を扱う出版社の株式会社BOW&PARTNERSを設立。
現在は、男女雇用機会均等法以前の数少ない女性起業家、経営者として、女性リーダー育成のため名古屋商科大学大学院内閣府委託事業「2019年度女性リーダー育成プログラム」企画評価委員会委員を務めたほか、企業講演等の依頼を多く受ける。教育、ならびに女性のための活動として、（一社）アルバ・エデュの理事。

## 書籍
『ほしばゆみこ』名義　　※ 国立国会図書館「ほしばゆみこ」調べにて
- 『あなたはあなたが思っているより素晴らしい』（伊藤守と共著、ディスカヴァー・トゥエンティワン、1992年8月1日）　ISBN 978-4924751125
- 『悪魔のささやき天使のはげまし』（伊藤守と共著、ディスカヴァー・トゥエンティワン、1994年3月1日）　ISBN 978-4924751316
- 『恋の法則100』（伊藤守との共著、ディスカヴァー・トゥエンティワン、1994年12月1日）　ISBN 978-4924751354
- 『正しいともだちのつくりかた』（伊藤守との共著、ディスカヴァー・トゥエンティワン、1996年3月1日）　ISBN 978-4924751217
- 『ぼくの中のぼくに贈る本』（伊藤守との共著、ディスカヴァー・トゥエンティワン、1996年4月1日）　ISBN 978-4924751385
- 『愛するための本』（伊藤守との共著、ディスカヴァー・トゥエンティワン、1996年12月1日）　ISBN 978-4924751552
- 『ラブリー・ミー - 愛すべきあなたに伝えたい50のこと』（ディスカヴァー・トゥエンティワン、1997年8月1日）　ISBN 978-4924751392
- 『あなたからの贈りもの 新装版』（伊藤守監修、ディスカヴァー・トゥエンティワン、1998年10月20日）　ISBN 978-4924751811
- 『ラブ・ラブ』（伊藤守と共著、ディスカヴァー・トゥエンティワン、2002年11月1日）　ISBN 978-4887592261
- 『あなたがわたしにくれてるもの』（フクイ・ユキ画、ディスカヴァー・トゥエンティワン、2003年8月31日）　ISBN 978-4887592414
- 『ラブリー・ミー : 愛すべきあなたに伝えたい50のこと 新装版』（ディスカヴァー・トゥエンティワン、2003年11月1日）　ISBN 978-4887592810
- 『きみのこと好きだよ LOVERY-MIX』（ディスカヴァー・トゥエンティワン、2004年6月1日）　ISBN 978-4887593121
- 『愛するための本 改訂版』（ディスカヴァー・トゥエンティワン、2004年10月31日）　ISBN 978-4887593503
- 『愛のある場所』（ディスカヴァー・トゥエンティワン、2004年7月1日）　ISBN 978-4887593190
- 『あなたはあなたが思っているより素晴らしい』（伊藤守との共著、ディスカヴァー・トゥエンティワン、2010年11月15日）　ISBN 978-4887598799
- 『プロの眼力~ヒットを生み出し続ける発掘力~【CD】』（ビジョネット、2011年4月20日）　ASIN B005AT3MZ6
- 『ふたりだからできること』（伊藤守監修、くさまなおみ絵、ディスカヴァー・トゥエンティワン、2017年1月16日）　ISBN 978-4799320280
- 『あなたからの贈りもの - Messagebook of love』（伊藤守監修、ディスカヴァー・トゥエンティワン、2017年1月26日）　ISBN 978-4799320266
- 『ふたりだからできること』（ディスカヴァー・トゥエンティワン、2017年1月26日）　ISBN 978-4799320280
- 『楽しくなければ仕事じゃない: 「今やっていること」がどんどん「好きで得意」になる働き方の教科書』（東洋経済新報社、2019年10月25日）　ISBN 978-4492046579

### 編書
- 『I miss you…』（ディスカヴァー・トゥエンティワン、1997年2月28日）　ISBN 978-4924751569
- 『I miss you…2』（ディスカヴァー・トゥエンティワン、1998年9月25日）　ISBN 978-4-924751-80-4
- 『I miss you…3』（ディスカヴァー・トゥエンティワン、1999年11月1日）　ISBN 978-4-88759-099-1
- 『I miss you…4』（ディスカヴァー・トゥエンティワン、2000年10月25日）　ISBN 978-4-88759-129-5
- 『I miss you…5』（ディスカヴァー・トゥエンティワン、2001年8月24日）　ISBN 978-4-88759-163-9
- 『I miss you…6』（ディスカヴァー・トゥエンティワン、2002年9月9日）　ISBN 978-4887592179
- 『I miss you…7』（ディスカヴァー・トゥエンティワン、2003年10月16日）　ISBN 978-4887592735
- 『I miss you…8』（ディスカヴァー・トゥエンティワン、2004年9月17日）　ISBN 978-4887593336
- 『I miss you…9』（ディスカヴァー・トゥエンティワン、2005年9月8日）　ISBN 978-4887594050
- 『I miss you…10』（ディスカヴァー・トゥエンティワン、2006年9月1日）　ISBN 978-4887594975
- 『I miss you…11』（ディスカヴァー・トゥエンティワン、2007年10月15日）　ISBN 978-4887595699
- 『I miss you… Boys』（ディスカヴァー・トゥエンティワン、2004年2月10日）　ISBN 978-4887592926

### 編訳・監修
- 『新　自分を磨く方法』（スティービー・ダービック著、干場弓子編訳、ディスカヴァー・トゥエンティワン、2006年11月20日）　ISBN 978-4887595125
- 『マクスウェルのリーダーシップ集中講義』（ジョン・C・マクスウェル）著、干場弓子監修、ディスカヴァー・トゥエンティワン、2013年2月16日）　ISBN 978-4799312865
- 『新自分を磨く方法 ギフト版』（スティービー・ダービック著、干場弓子編訳、ディスカヴァー・トゥエンティワン、2017年11月11日）　ISBN 978-4799321775

## 出演

### テレビ
- 『報道ステーション』（テレビ朝日）[4]
- 『首都圏ネットワーク』（NHK総合）[4]
- 『先人たちの底力 知恵泉』（NHK Eテレ）[13]
- 『哲人の告白』（名古屋テレビ）
- 『賢者の選択 Leaders』（BS12）[4]

### 新聞
- 日本経済新聞 - 「キャリアの軌跡」[4]

### 雑誌
- 『日経ビジネス』（日経BP）- 「ひと劇場」[4]
- 『週刊東洋経済』（東洋経済新報社）- 「ひと烈風録」[4]
- 『婦人公論』（中央公論新社）- 「時代を創る女たち」[4]
- 『宣伝会議』（宣伝会議）[14]
- 『月刊BOSS』（経営塾）- 「経営戦記」[14]